# Luisella Beghi
Luisella Beghi (* 19. November 1921 in Parma; † 9. September 2006 in Rom) war eine italienische Schauspielerin.
Beghi erhielt als eine der ersten Absolventinnen des Centro Sperimentale di Cinematografia 1937 ihr Diplom und spielte zunächst kleine Rollen, bis sie in Mario Camerinis Grandi magazzini 1939 als Verkäuferin mit Liebesschmerz ihren Durchbruch schaffte. Im faschistischen Italien war sie eine der Vorzeigeverlobten des Kinos, mit bürgerlicher Herkunft die typische Naive der 1940er Jahre. Zwischen 1940 und 1942 trat sie in ihren bedeutendsten Rollen als Mozarts Ehefrau Constanze Weber in Melodie eterne, als bürgerliche Tochter eines ewig jungenhaften Vaters in Turbamento und als verträumtes Opfer einer skrupellosen Stiefmutter in ihres ehemaligen Lehrers am C.S.C., Luigi Chiarini auf, Via delle cinque lune. Im Nachkriegsitalien erhielt Beghi nur wenige Rollen. 1955 drehte sie ihren letzten Film und widmete sich ihrer Familie.
Am Theater war sie im Ensemble von Andreina Pagnani/Gino Cervi zu sehen.

## Filmografie (Auswahl)
- 1938: 3 Frauen um Verdi (Giuseppe Verdi)
- 1939: Alarm im Warenhaus (Grandi magazzini)
- 1940: Melodie eterne
- 1941: Turbamento
- 1942: Via delle cinque lune
- 1950: Angelo und der Zufall (Angelo tra la folla)
- 1955: La bella di Roma